# Сарибельський сільський округ (Панфіловський район)
Сарибе́льський сільський округ (каз. Сарыбел ауылдық округі, рос. Сарыбельский сельский округ) — адміністративна одиниця у складі Панфіловського району Жетисуської області Казахстану. Адміністративний центр — село Сарибель.
Населення — 4156 осіб (2021; 4553 у 2009, 4553 у 1999, 4088 у 1989).
Станом на 1989 рік існувала Сарибельська сільська рада (села Садир, Сарибель, Турпан).

## Склад
До складу округу входять такі населені пункти:
| Населений пункт | Населення, осіб (1989) | Населення, осіб (1999) | Населення, осіб (2009) | Населення, осіб (2021) |
| --------------- | ---------------------- | ---------------------- | ---------------------- | ---------------------- |
| Садир, село     | 781                    | 881                    | 964                    | 845                    |
| Сарибель, село  | 2028                   | 2122                   | 2047                   | 1673                   |
| --Тишкан        | -                      | -                      | 1                      | 9                      |
| Турпан, село    | 1279                   | 1550                   | 1541                   | 1629                   |